# Касандра (дем)
Вижте пояснителната страница за други значения на Касандра.
Касандра (на гръцки: Δήμος Κασσάνδρας, Димос Касандрас) е дем в област Централна Македония на Република Гърция. Център на дема е Касандрия (Валта).

## Селища
Дем Касандра е създаден на 1 януари 2011 година след обединение на две стари административни единици – демите Касандра и Палини по закона Каликратис.

### Демова единица Касандра
Според преброяването от 2001 година дем Касандра има 10 269 жители и в него влизат следните секции и селища:
- Демова секция Касандрия

- град Касандрия (Κασσάνδρεια, старо Валта)
- село Елани (Ελάνη)
- село Сани (Σανή)
- село Сивири (Σίβηρη)
- затвор Ксенофондос (Φυλακές Ξενοφώντος)

- Демова секция Афитос

- село Афитос (Άφυτος, старо Атитос)

- Демова секция Каландра

- село Каландра (Καλάνδρα)
- село Буламация (Μπουλαμάτσια)
- село Посиди (Ποσείδι)

- Демова секция Калитеа

- село Калитеа (Καλλιθέα)
- село Солина (Σωλήνα)

- Демова секция Касандрино

- село Касандрино (Κασσανδρηνό)
- село Калуцикос (Καλούτσικος)
- село Молес Каливес (Μόλες Καλύβες)

- Демова секция Криопиги

- село Криопиги (Κρυοπηγή, старо Пазаракия)
- село Евдос (Εύδος)
- хотел Касандра Палас (Κασσάνδρα Παλλάς)
- село Левки Перистера (Λευκή Περιστέρα)

- Демова секция Неа Фокея

- село Неа Фокея (Νέα Φώκαια)
- село Пиргос Сани (Πύργος Σανή)
- Каракалски затвор (Φυλακές Καρακάλλου)
- Касандрийски затвор (Φυλακές Κασσάνδρας)

- Демова секция Фурка

- село Фурка (Φούρκα)
- село Скала Фуркас (Σκάλα Φούρκας)

### Демова единица Палини
Според преброяването от 2001 година дем Палини (Δήμος Παλλήνης) с център в Ханиотис има 5884 жители и в него влизат следните секции и селища:
- Демова секция Ханиотис

- село Ханиотис (Χανιώτης)

- Демова секция Агия Параскеви

- село Агия Параскеви (Αγία Παρασκευή)
- село Лутра (Λουτρά)

- Демова секция Неа Скиони

- село Неа Скиони (Νέα Σκιώνη)
- село Фрама (Φράμα)

- Демова секция Палиури

- село Палюри (Παλιούρι)
- село Агиос Николаос (Άγιος Νικόλαος)
- село Ксина (Ξυνά)

- Демова секция Певкохори

- село Певкохори (Πευκοχώρι, старо Капсохора)
- село Левкес (Λεύκες)
- село Панорама (Πανόραμα)

- Демова секция Полихроно

- село Полихроно (Πολύχρονο)